# إيفا تودور
إيفا تودور (بالبرتغالية: Eva Todor) هي راقصة وممثلة برازيلية، ولدت في 9 نوفمبر 1919 في بودابست في المجر، وتوفيت في 10 ديسمبر 2017 في ريو دي جانيرو في البرازيل بسبب ذات الرئة. من الجوائز التي نالتها وسام الاستحقاق الثقافي ‏ سنة 2008.

## جوائز
- وسام الاستحقاق الثقافي [الإنجليزية]‏ (2008)

## وصلات خارجية
- إيفا تودور على موقع IMDb (الإنجليزية)
- إيفا تودور على موقع روتن توميتوز (الإنجليزية)
- إيفا تودور على موقع قاعدة بيانات الفيلم (الإنجليزية)